# Cleistes costaricensis
Cleistes costaricensis är en orkidéart som beskrevs av Eric Alston Christenson. Cleistes costaricensis ingår i släktet Cleistes, och familjen orkidéer.
Artens utbredningsområde är Costa Rica. Inga underarter finns listade i Catalogue of Life.